# Bryson (philosophe grec)
Pour les articles homonymes, voir Bryson.
Bryson (en grec Βρύσων) est un nom désignant un ou deux philosophe(s) ou sophiste(s) grec(s) ayant vécu au IVe siècle av. J.-C., mentionné(s) par les auteurs anciens sans qu'on puisse démêler clairement ces allusions confuses.

## Les mentions

### Données biographiques
- Chez Diogène Laërce, le nom « Bryson » apparaît trois fois :
  - en I, 16 (dans l'introduction) : « Parmi eux [sc. les philosophes], les uns ont laissé des monuments écrits, d'autres non, par exemple Socrate, Philippos, Ménédème, Pyrrhon, Théodore, Carnéade, Bryson [...] » ;
  - en VI, 85 (dans la notice sur Cratès de Thèbes) : « Cratès, fils d'Ascondos, était de Thèbes. Lui aussi est au nombre des fameux disciples du Cynique [sc. Diogène de Sinope]. Cependant Hippobote déclare qu'il n'était pas disciple de Diogène, mais de Bryson l'Achéen » ;
  - en IX, 61 (dans la notice sur Pyrrhon d'Élis) : « Pyrrhon d'Élis était fils de Pléistarque, suivant Dioclès. Apollodore, dans ses Chroniques, dit qu'il avait d'abord cultivé la peinture, et selon les Successions d'Alexandre, il devint auditeur de Bryson, fils de Stilpon » (Certains corrigent : « [...] il devint auditeur de Bryson ou de Stilpon »).
- Dans la Souda, on trouve deux mentions complémentaires :
  - s. v. « Πύρρων » : « Pyrrhon, fils de Pléistarque, originaire d'Élis [...] fut d'abord peintre, puis il s'adonna à la philosophie et fut élève de Bryson, le disciple de Clinomaque [...] » ;
  - s. v. « Θεόδωρος » : « Théodore, celui qui a été surnommé l'Athée, et qui fut auditeur de Zénon de Cition, fut aussi l'élève de Bryson et de Pyrrhon le Sceptique ».
- Chez Aristote :
  - Histoire des animaux, VI, 5, 563 a 7 = IX, 11, 615 a 10 : « [...] Hérodore, le père du sophiste Bryson [...] »[1],[2].
- Chez Théopompe :
  - Contre l'école de Platon (cité par Athénée de Naucratis, XI, 508, c-d) : « On peut juger que la plupart des dialogues de Platon sont vains et mensongers, que de plus la majorité d'entre eux sont des plagiats des Entretiens d'Aristippe de Cyrène, quelques-uns même de ceux d'Antisthène, et un grand nombre aussi de ceux de Bryson d'Héraclée ».
- Chez Éphippos d'Athènes (poète comique du IVe siècle av. J.-C.) :
  - Le naufragé (cité par Athénée, XI, 509, b-d) : « Ensuite se leva un jeune homme perspicace,/ Un de ceux qui viennent de l'Académie de Platon,/ Et qui, comme Bryson et Thrasymaque, sont à l'affût du moindre sou [...] ».

### Enseignement
- Aristote, Rhétorique, III, 2, 1405, b : « La beauté d'un nom réside d'abord [...] dans les sons ou dans la chose signifiée, et il en va de même pour la laideur. [...] Il n'est pas vrai, comme le prétendait Bryson, que personne ne dit des mots obscènes si prononcer tel mot au lieu de tel autre signifie la même chose. C'est faux, en effet, car un mot est plus précis qu'un autre ».
- Aristote, Réfutations sophistiques, 11, 171 b : « La méthode de Bryson pour la quadrature du cercle, même si en fait le cercle peut se carrer, est sophistique précisément parce qu'elle n'est pas conforme à la chose. [...] Celle qui se fait par les lunules n'est pas éristique, alors que celle de Bryson est éristique : la première solution n'est pas transférable à un autre domaine que la géométrie car elle procède de ses principes propres ; la seconde, en revanche, peut être adressée à beaucoup de gens, à tous ceux qui ignorent ce qui est possible et impossible en chaque chose, et elle s'en accommodera ».
- Anonyme, Commentaire aux Réfutations sophistiques, 29, 38-30, 7 (éd. Michael Hayduck, Commentaria in Aristotelem Græca, XXIII, 4, 1884) : « Quant à Bryson, qui entreprend de carrer le cercle selon un principe général et non conformément à l'objet en question, il serait plutôt éristique : après avoir construit trois carrés sur le cercle, le premier inscrit dans le cercle, le second circonscrit au cercle, le troisième médian entre les deux premiers, il se sert ensuite pour la démonstration d'arguments généraux qui ne conviennent pas plus au géomètre qu'au physicien ou à tout autre savant. Puisqu'en effet, dit-il, le carré médian et le cercle sont, par rapport aux deux carrés situés de chaque côté, supérieurs à l'un et inférieurs à l'autre, et que d'autre part les choses supérieures et inférieures aux mêmes choses sont égales entre elles, le cercle sera égal au carré médian ».

## Remarques sur ces mentions
Il semble que chez Aristote et Théopompe, on identifie un Bryson d'Héraclée, fils d'Hérodore le Mythographe, et qu'Aristote qualifie de sophiste. Selon Théopompe il était l'auteur de dialogues, et d'autre part Aristote semble analyser ses écrits, où il recourait à des arguments sophistiques (sur la question de l'obscénité du vocabulaire, et sur celle de la quadrature du cercle). Ce n'est apparemment pas le même Bryson que dans l'introduction de Diogène Laërce, qui figure dans une liste de philosophes qui n'ont laissé aucun écrit. Il s'agit peut-être ici du « Bryson d'Achaïe » signalé par un auteur comme maître de Cratès de Thèbes. D'autre part, Bryson, maître de Pyrrhon d'Élis, est associé à Stilpon de Mégare, philosophe de l'École mégarique, et la Souda fait de lui un disciple de Clinomaque, autre philosophe de la même école (Stilpon et Clinomaque étant, selon Diogène Laërce, deux disciples d'Euclide de Mégare). Par ailleurs, l'éristique dénoncée par Aristote correspond à ce qui est imputéà l'École mégarique. Cependant, la chronologie impliquée par les différentes informations de Diogène Laërce et de la Souda paraît difficilement tenable.
L'identité de « Bryson d'Achaïe » et « Bryson d'Héraclée » est présentée comme l'hypothèse la più plausibile, mais il est difficile d'éliminer les contradictions.